# Mega Hits FM
A Mega Hits FM é uma emissora de radiodifusão portuguesa do Grupo Renascença Multimédia (R/Com) que emite essencialmente música dos tops nacionais e internacionais nos géneros pop, dance, hip hop, R&B, reggaeton e rock. Classifica-se como uma Contemporary Hit Radio. Foi fundada em 7 de setembro de 1998 e designava-se, na altura por Mega FM.
Constitui-se, legalmente, como uma associação de serviços de programas de seis rádios locais (Braga, Gondomar, Aveiro, Coimbra, Lisboa e Monchique) que transmitem integralmente uma única programação, nos termos do artigo 10.º da Lei da Rádio, com exceção das frequências de Viseu e de Sintra que têm enquadramento no artigo 11.º, o que obriga a que nestas duas frequências existam 8 horas de programação própria.
Tem como principais rubricas no seu portefólio as seguintes: Confessions do Drive-In, Cala-te Boca e De Manhã é Prata do Snooze e Spice Girls do Girls Night Out, que podem ser consultadas no canal de Youtube da MegaHits.
Algumas das figuras mais icónicas do panorama da audio-visual em Portugal iniciaram o seu percurso profissional nesta rádio, de que são exemplos Vasco Palmeirim (Rádio Comercial e RTP1), Mafalda de Castro (TVI), Catarina Miranda (SIC Caras), Sónia Santos (RR), Filipa Galrão (RR), Daniel Fontoura (RFM), Catarina Figueiredo (RFM), Teresa Oliveira (RR), Catarina Palma (ANTENA 3 e RTP1), Alexandre Guimarães (ANTENA 3), Maria Seixas Correia (SIC R), Inês Bento (RFM), Catarina Maia (RTP1), Ana Pinheiro (Digital) e Luís Franco Bastos (humorista).